# Rivière Iskaskunikaw
Rivière Iskaskunikaw är ett vattendrag i Kanada.   Det ligger i provinsen Québec, i den östra delen av landet, 600 km norr om huvudstaden Ottawa.
I omgivningarna runt Rivière Iskaskunikaw växer i huvudsak barrskog. Trakten runt Rivière Iskaskunikaw är nära nog obefolkad, med mindre än två invånare per kvadratkilometer.